# Ochozská jeskyně
Ochozská jeskyně se nachází v jižní části CHKO Moravský kras v údolí Říčky. Byla objevena v roce 1831 a v letech 1966 až 1975 byla přístupná veřejnosti. Kvůli častým záplavám ale musel být provoz pro veřejnost ukončen, od té doby se jeskyně otevírá pouze příležitostně. Dosud neznámým podzemním řečištěm zde protéká Hostěnický potok. Za vysokých stavů protéká potok korytem na dně jeskyně a zaplavuje ji a vlévá se do Říčky. Zaplavovaná přístupová chodba má název Hadice. Celková délka známých chodeb v Ochozské jeskyni dosahuje kolem 1 750 m a teplota se pohybuje okolo 8° C. Jeskyni archeologicky zkoumal brněnský archeolog Bohuslav Klíma.[zdroj?]

## Návštěva jeskyně
2x ročně lze do jeskyně zavítat v rámci dnů otevřených dveří. Obvykle v 2. polovině května a státní svátek sv. Václava v září. Prohlídka s průvodcem za svitu čelovek trvá 75 - 120 minut a vyráží se nahodile po naplnění skupinky účastníků.

## Okolní jeskyně
V bezprostředním okolí jeskyně se nachází několik dalších zajímavých jeskyní, většinou volně přístupných:
- Švédův stůl – obydlena již neandrtálci před 100 000 lety
- Pekárna – obývaná lovci mamutů před 50 000 – 20 000 lety
- Kůlnička, Křížova a Adlerova jeskyně byly také obývané již v pravěku zvířaty i lidmi
- Netopýrka – chodbou a plazivkami je možné se dostat až k podzemnímu potůčku
- Malčina a Liščí díra

## Galerie

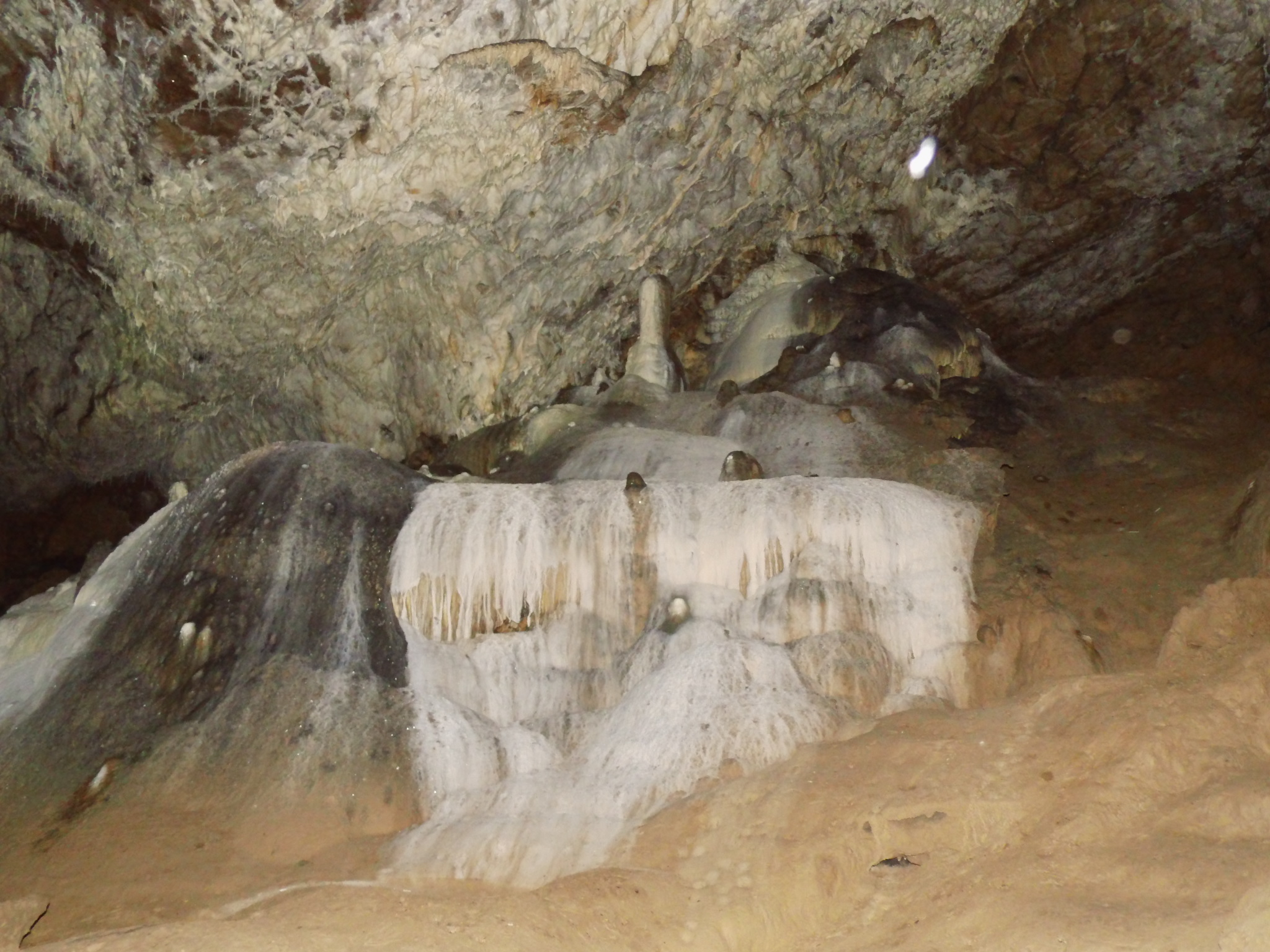
Krápníková výzdoba
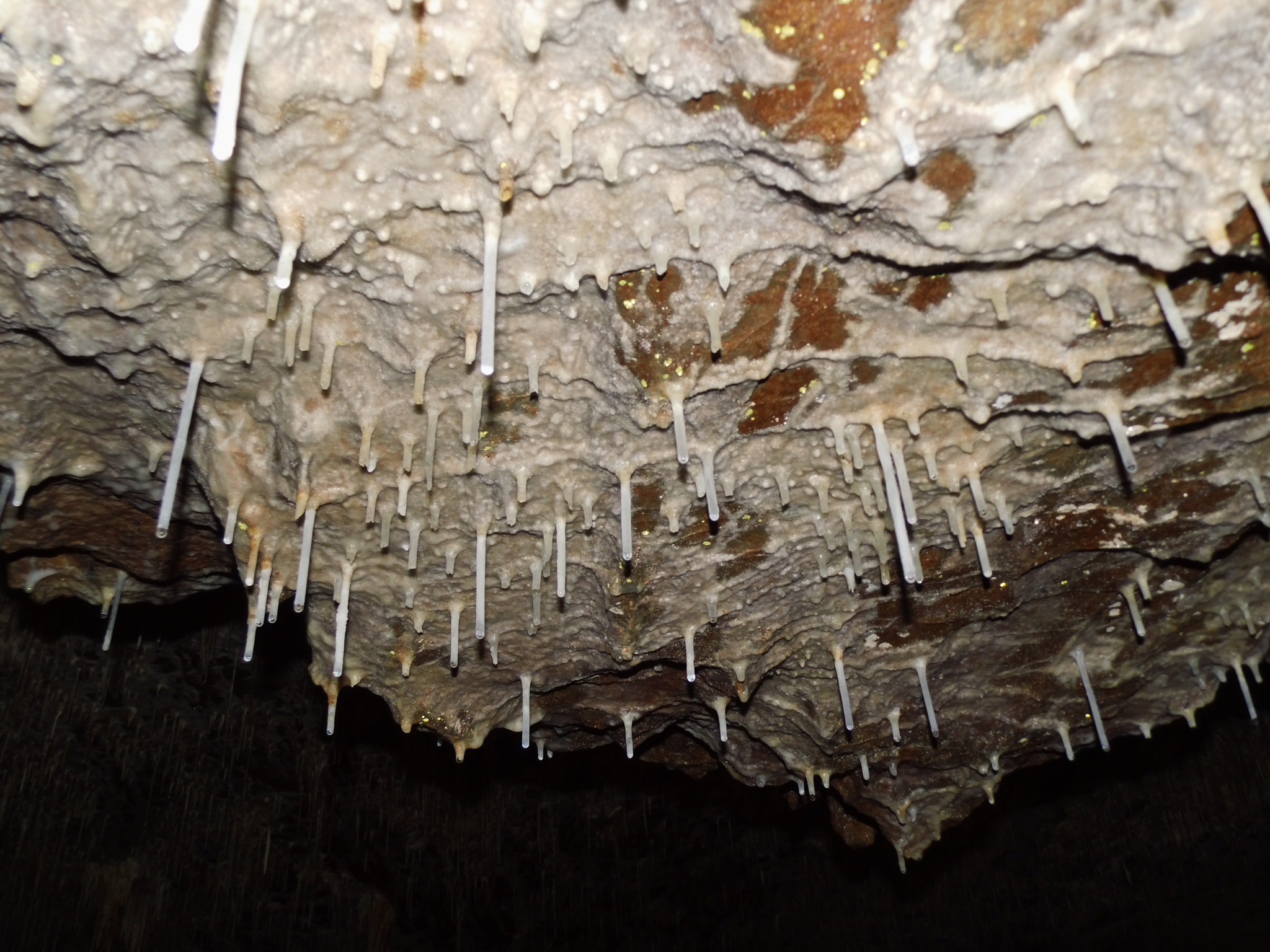
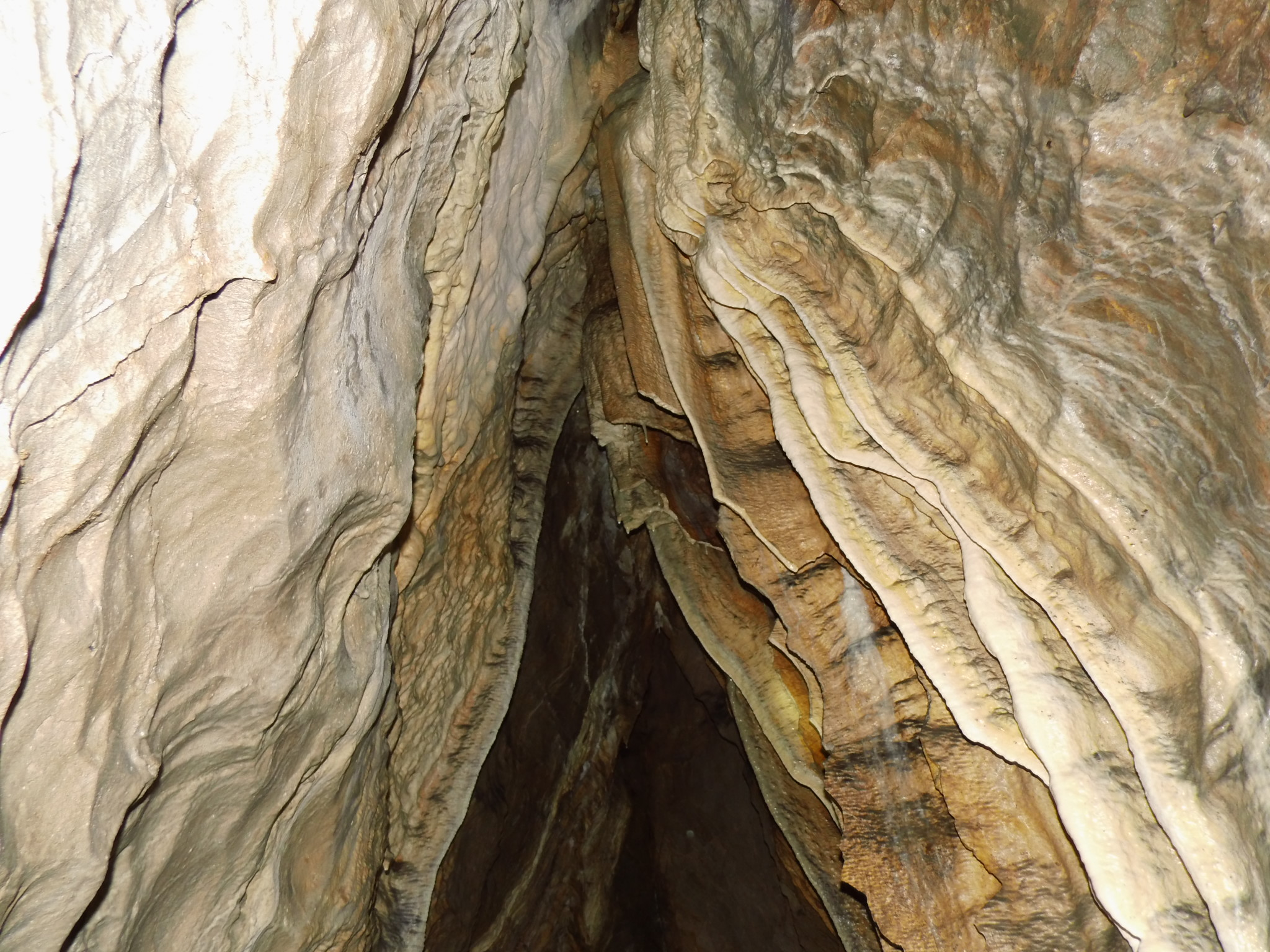